# Neovenatoridae
Neovenatoridae ("Nya jägare"), familj med dinosaurier i underordningen theropoda. Neovenatoriderna var några av de sista överlevande medlemmarna i Allosauroidea, en överfamilj med carnosaurier som florerade under de geologiska perioderna Jura och Krita. Familjen namngavs av Brusatte, Carrano och Benson år 2010.

## Om Neovenatoridae

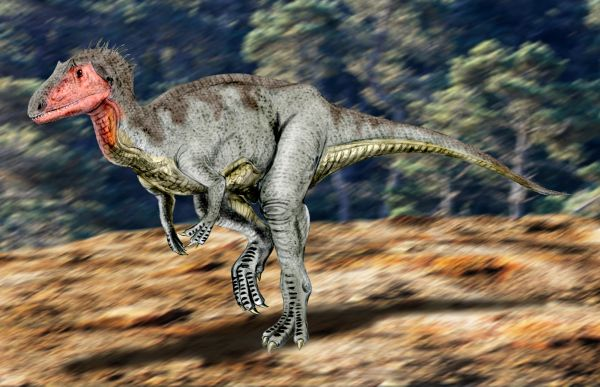
Neovenator.

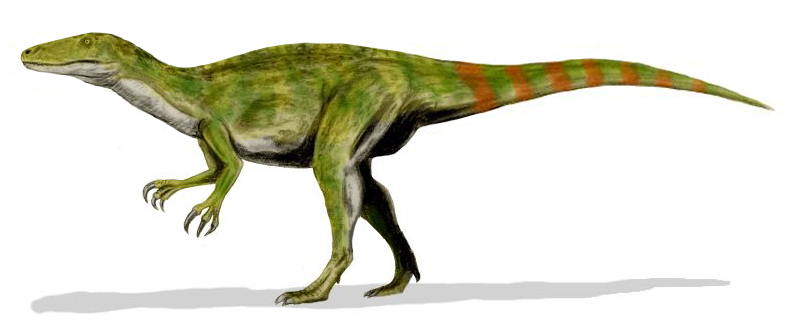
Fukuiraptor.

Neovenatoriderna var typiska carnosaurier. De gick uteslutande på bakbenen, med kroppen horisontellt med marken. Deras långa, kraftiga svansar hölls utsträckt bakom för att balansera upp framkroppen och det stora huvudet. Frambenen var kortare än bakbenen, men troligtvis relativt starka, och händerna bar 3 fingrar var med stora, vassa klor.
Neovenatoridae spred sig över flera kontinenter. Några släkten är påträffade i Sydamerika. Typsläktet Neovenator påträffades i Isle of Wight, Storbritannien, Australovenator har påträffats i Australien, och Chilantaisaurus i Kina.

### Respiration
Under senare år har forskare rapporterat om fossila bevis för att vissa dinosaurier, speciellt saurichier, hade respirationssystem liknande fåglars, med flera par luftsäckar. En studie av fossil från Neovenatoriden Aerosteon 2008, har visat att den hade ett mycket ihåligt skelett. Moderna fåglar har också mycket ihåliga skelett, vilket ger plats för dess luftsäckar. Ihåligt skelett hos Aerosteon antyder att den också hade luftsäckar. Paul C. Sereno har föreslagit att Aerosteon's komplicerade andning hjälpte den att reglera kroppstemperaturen. Fynd som dessa tyder på att neovenatoriderna och dess nära släktingar var aktiva djur, i motsats till flertalet andra kräldjur.

### Släkten
- Australovenator
- Chilantaisaurus
- Fukuiraptor
- Neovenator

Megaraptora
- Aerosteon
- Megaraptor
- Orkoraptor?
- Rapator?